# Кімбл Рендалл
Кімбл Рендалл (англ. Kimble Rendall; 1954 — квітень 2025) — австралійський кінорежисер, музикант. Рендалл був гітаристом, вокалістом і співзасновником панк-рок-гурту XL Capris і рок-гурту Hoodoo Gurus. Музикою займався у кінці 70-х — 80-х роках. Згодом знімав музичні кліпи для різних виконавців. За версією журналу «Rolling Stone» став провідним режисером музичних відео кінця 80-х — початку 90-х років. У 1994 році заснував телестудію «Flat Rock Pictures», яка спершу займалася створенням реклами, згодом зняла декілька фільмів.
У 1995 році Рендалл зняв короткометражний фільм «Hayride to Hell» з участю Кайлі Міноуг та Річарда Роксбурга. В 2000-му вийшла його стрічка «Режисерська версія». Фільм у жанрі слешер мав певний успіх в Європі та Азії. У 2012 році вийшов інший досить успішний фільм Рендалла «Цунамі 3D», а в 2018 році став режисером китайського трилера «Вартові гробниці». Крім того, Рендалл був у складі виробничих команд, що працювали над створенням таких стрічок як «Матриця: Перезавантаження», «Матриця: Революція», «Казанова», «Примарний вершник» та «Знамення».

## Фільмографія
| Рік  |   | Українська назва   | Оригінальна назва     | Роль    |
| ---- | - | ------------------ | --------------------- | ------- |
| 2000 | ф | Режисерська версія | Cut                   | режисер |
| 2012 | ф | Цунамі 3D          | Bait 3D               | режисер |
| 2018 | ф | Вартові гробниці   | Guardians of the Tomb | режисер |